# FC Carmen București (fotbal feminin)
Fotbal Club Carmen București, cunoscut sub numele de Carmen București sau simplu Carmen, a fost un club de fotbal feminin românesc cu sediul în București.
Clubul a fost fondat în 2018 și a jucat pentru prima dată în Liga I în sezonul 2020-21 Liga I, când a terminat pe locul 11.
Clubul a câștigat Cupa României în sezonul 2022–23, învingând cu 2–1 U Olimpia Cluj după prelungiri.
Clubul a fost dizolvat în vara anului 2023.

## Palmares
- Cupa României
  - Câștigători (1): 2022–23
- Liga II
  - Câștigători (1): 2019-20⁠(d)
  - Locul 2 (1): 2021–22
- Liga a III-a
  - Câștigători (1) : 2018-19

## Rezultate pe sezon
Champions
  Runners-up
  Third place
  Promoted
  Relegated
| Sezon | Sezon   | Divizie      | Nivelul | Loc      | Cupă | WCL |
| ----- | ------- | ------------ | ------- | -------- | ---- | --- |
| 1     | 2018–19 | Liga a III-a | 3       | 1 (C, P) | R3   | –   |
| 2     | 2019–20 | Liga II      | 2       | 1 (C, P) | R3   | –   |
| 3     | 2020–21 | Liga I       | 1       | 11       | SF   | –   |
| 4     | 2021–22 | Liga II      | 2       | 2(P)     | R3   | –   |
| 5     | 2022–23 | Liga I       | 1       | 3        | V    | -   |